# Línea 32 (EMT Málaga)

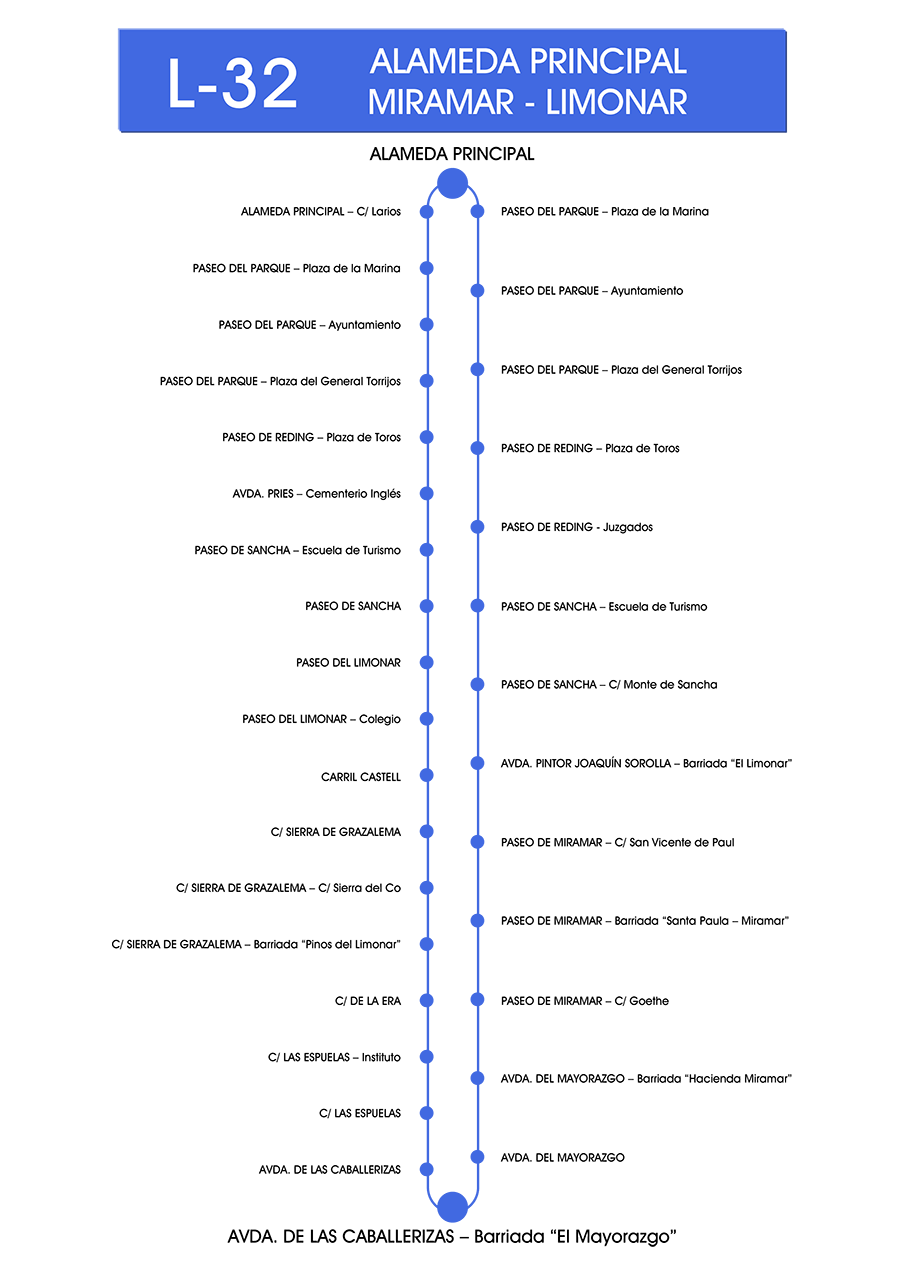
Itinerario de la Línea 32

La línea 32 de la EMT de Málaga conecta el centro de la ciudad con la barriada de El Limonar. Su recorrido también da servicio a barriadas anejas a esta, como Miramar, Santa Paula Miramar, El Mayorazgo o Pinos del Limonar. 
Su recorrido empieza en el sur de la Alameda Principal, en el tramo comprendido entre calle Córdoba y calle Tomás Heredia, y finaliza en el cruce entre la avenida de las Caballerizas y la avenida del Mayorazgo.

## Características
La línea comienza en Avenida de Andalucía, para poder hacer transbordo con las demás líneas. Además, hasta llegar al Limonar pasa por calles principales por donde pasan otras líneas, como el Paseo de Reding o el Paseo del Parque.
A partir de la parada 3202, se admiten viajeros hacia el centro, por lo que esta línea también se podría describir como una especie de circular que une los alrededores del Limonar.

### Material Móvil
Los autobuses asignados a la línea son Irisbus Citelis carrozados por Castrosua en su modelo Magnus, de medida estándar.

## Horarios

### Laborables
| 7        | 8           | 9        | 10          | 11          | 12       | 13       | 14       | 15          | 16       | 17          | 18          | 19       | 20    | 21    |
| 15 30 45 | 00 17 34 52 | 10 28 55 | 02 18 35 52 | 08 25 42 58 | 15 32 48 | 05 23 39 | 13 30 48 | 05 22 38 54 | 10 25 42 | 00 18 34 50 | 07 24 40 56 | 12 30 55 | 20 45 | 10 35 |

| 7        | 8           | 9        | 10          | 11       | 12          | 13          | 14       | 15          | 16       | 17          | 18       | 19          | 20    | 21    |
| 15 30 45 | 03 20 37 54 | 12 30 47 | 03 20 36 53 | 00 26 43 | 00 16 33 50 | 07 24 42 58 | 15 32 49 | 07 24 40 56 | 13 29 45 | 02 18 35 52 | 10 25 42 | 00 16 32 50 | 15 40 | 05 30 |

### Sábados
| 8  | 9  | 10    | 11 | 12    | 13 | 14    | 15 | 16    | 17 | 18    | 19    | 20 | 21 |
| 40 | 20 | 00 40 | 20 | 00 40 | 20 | 00 40 | 20 | 00 35 | 15 | 00 40 | 15 50 | 25 | 00 |

| 8  | 9     | 10 | 11    | 12 | 13    | 14 | 15    | 16    | 17 | 18    | 19 | 20    |
| 20 | 00 40 | 20 | 00 40 | 20 | 00 40 | 20 | 00 40 | 20 50 | 40 | 20 55 | 30 | 05 45 |

### Festivos
| 8  | 9     | 10 | 11    | 12 | 13    | 14 | 15    | 16    | 17 | 18    | 19    | 20 | 21 |
| 40 | 15 50 | 30 | 10 45 | 20 | 00 40 | 20 | 00 35 | 10 45 | 20 | 00 40 | 15 50 | 25 | 00 |

| 8     | 9  | 10    | 11 | 12    | 13    | 14 | 15    | 16 | 17    | 18    | 19 | 20    |
| 20 55 | 30 | 05 45 | 25 | 00 35 | 15 55 | 35 | 15 50 | 25 | 00 35 | 15 55 | 30 | 05 40 |

## Recorrido

### Ida
Desde la cabecera situada en la Alameda, que comparte con la línea 34, sigue en dirección Plaza de la Marina. Recorre el Paseo del Parque y pasa la plaza del General Torrijos para continuar por el Paseo de Reding, vía que toma pasando igualmente por la Avenida de Príes, el Paseo de Sancha y la Avenida del Pintor Joaquín Sorolla hasta la altura del Paseo de Miramar, tramo que comparte con la línea C3. Avanza por el Paseo de Miramar atravesando las barriadas de Clavero y Santa Paula Miramar. A la altura de calle Goethe se dirige hacia el norte por la avenida del Mayorazgo, calle comercial de la zona que recorre entera hasta la confluencia con la avenida de las Caballerizas, donde tiene su cabecera junto a la rotonda.
| Parada                                    | Código de Parada | Conexión EMT       | Lugares de interés |
| ----------------------------------------- | ---------------- | ------------------ | ------------------ |
| Alameda Principal - Sur                   | 3201             | 34                 |                    |
| Paseo del Parque - Plaza de la Marina     | 3324             | 11, 33, 34, 35, N1 |                    |
| Paseo del Parque - Ayuntamiento           | 1123             | 11, 33, 34, 35, N1 |                    |
| Paseo de Reding - Plaza de Toros          | 1103             | 11, 33, 34, 35, N1 |                    |
| Paseo de Reding - Juzgados                | 1104             | 11, 33, 34, 35, N1 |                    |
| Paseo de Sancha - Escuela de Turismo      | 1105             | 11, 33, 34, 35, N1 |                    |
| Paseo de Sancha - Monte Sancha            | 1106             | 11, 33, 34, 35, N1 |                    |
| Avda. Pintor Joaquín Sorolla - El Limonar | 1107             | 11, 33, 34, C3, N1 |                    |
| Paseo de Miramar                          | 3207             | C3                 |                    |
| Paseo de Miramar - San Vicente de Paul    | 3202             |                    |                    |
| Paseo de Miramar - Santa Paula            | 3203             |                    |                    |
| Paseo de Miramar - Goethe                 | 3204             |                    |                    |
| Avda. Mayorazgo - Hacienda Miramar        | 3205             |                    |                    |
| Avda. Mayorazgo                           | 3206             |                    |                    |
| El Mayorazgo - Avda. de las Caballerizas  | 3251             | C3                 |                    |

### Vuelta
En la rotonda, tuerce a la izquierda. Tras la cabecera, recorre la avenida de las Caballerizas hasta la calle de la Espuela. También recorre esta entera hasta desembocar a la calle de la Era (frente al fin de la calle de la Era se puede continuar para incorporarse a la A-7). Recorre la calle antes nombrada hasta la primera rotonda, que girando a la izquierda nos hace tomar la calle Sierra de Grazalema, principal calle de Pinos del Limonar. Continúa hasta desembocar en calle Carril de Castell, girando a la izquierda. A la altura del paseo del Limonar, gira a la izquierda para finalmente salir a la vía principal, Avda. Pintor Joaquín Sorolla. Sigue por la misma carretera, Paseo de Sancha, Avda. de Príes y Paseo de Reding. Al llegar a la plaza del General Torrijos, se mueve hacia el Paseo del Parque hasta la Alameda, donde da un rodeo para llegar hasta la cabecera en el lateral sur.
| Parada                                        | Código de Parada | Conexión EMT       | Lugares de interés |
| --------------------------------------------- | ---------------- | ------------------ | ------------------ |
| El Mayorazgo - Avda. de las Caballerizas      | 3251             | C3                 |                    |
| Avda. de las Caballerizas                     | 3252             | C3                 |                    |
| La Espuela                                    | 3253             |                    |                    |
| La Espuela - Instituto                        | 3254             |                    |                    |
| La Era                                        | 3255             |                    |                    |
| Sierra de Grazalema - Pinos del Limonar       | 3256             |                    |                    |
| Sierra de Grazalema - Sierra del Co           | 3257             |                    |                    |
| Sierra de Grazalema                           | 3258             |                    |                    |
| Carril de Castell                             | 3259             |                    |                    |
| Paseo del Limonar - Colegio                   | 3261             | C3                 |                    |
| Paseo del Limonar                             | 3262             | C3                 |                    |
| Paseo de Sancha - Monte Sancha                | 1167             | 11, 33, 34, 35, N1 |                    |
| Paseo de Sancha - Escuela de Turismo          | 1168             | 11, 33, 34, 35, N1 |                    |
| Avda. Príes - Cementerio Inglés               | 1169             | 11, 33, 34, 35, N1 |                    |
| Paseo de Reding - Plaza de Toros              | 1170             | 11, 33, 34, 35, N1 |                    |
| Paseo del Parque - Plaza del General Torrijos | 1171             | 11, 33, 34, 35, N1 |                    |
| Paseo del Parque - Ayuntamiento               | 1172             | 11, 33, 34, 35, N1 |                    |
| Paseo del Parque - Plaza de la Marina         | 1173             | 11, 33, 34, 35, N1 |                    |
| Alameda Principal - Calle Marqués de Larios   | 1174             | 11, 33, 34, 35, N1 |                    |
| Alameda Principal - Sur                       | 3201             | 34                 |                    |